# III. třída okresu České Budějovice 2003/2004
V soubojích fotbalové III. třídy okresu České Budějovice 2003/2004, jedné ze skupin 9. nejvyšší fotbalové soutěže, se utkalo 13 týmů dvoukolovým systémem podzim – jaro. Tento ročník skončil v červnu 2004. Postup do II. třídy okresu České Budějovice 2004/2005 si zajistil vítězný tým SK Sedlec, do IV. třídy okresu České Budějovice 2004/2005 sestoupil poslední tým TJ Vltava České Budějovice.

## Výsledná tabulka
| Poř. | Tým                                  | Z  | V  | R | P  | VG | OG | B  |
| ---- | ------------------------------------ | -- | -- | - | -- | -- | -- | -- |
| 1.   | SK Sedlec                            | 24 | 17 | 3 | 4  | 70 | 27 | 54 |
| 2.   | FK Boršov nad Vltavou                | 24 | 16 | 3 | 5  | 51 | 29 | 51 |
| 3.   | SK Planá                             | 24 | 15 | 4 | 5  | 64 | 34 | 49 |
| 4.   | SK Rudolfov „B“                      | 24 | 12 | 4 | 8  | 45 | 44 | 40 |
| 5.   | SK Jankov „B“                        | 24 | 10 | 5 | 9  | 53 | 61 | 35 |
| 6.   | TJ Sokol Chrášťany                   | 24 | 10 | 3 | 11 | 45 | 48 | 33 |
| 7.   | TJ Sokol Dubné                       | 24 | 8  | 5 | 11 | 31 | 40 | 29 |
| 8.   | TJ Dolní Bukovsko                    | 24 | 8  | 4 | 12 | 33 | 40 | 28 |
| 9.   | TJ Malše Roudné „B“                  | 24 | 8  | 4 | 12 | 33 | 43 | 28 |
| 10.  | SK Dobrá Voda u Česých Budějovic „B“ | 24 | 8  | 3 | 13 | 44 | 54 | 27 |
| 11.  | FK Olešník „B“                       | 24 | 7  | 6 | 11 | 37 | 48 | 27 |
| 12.  | FC Nové Hodějovice                   | 24 | 7  | 5 | 12 | 38 | 53 | 26 |
| 13.  | TJ Vltava České Budějovice           | 24 | 2  | 7 | 15 | 30 | 53 | 13 |

Poznámky:
- Z = Odehrané zápasy; V = Vítězství; R = Remízy; P = Prohry; VG = Vstřelené góly; OG = Obdržené góly; B = Body; (S) = Mužstvo sestoupivší z vyšší soutěže; (N) = Mužstvo postoupivší z nižší soutěže (nováček)

|  | Postup do II. třídy okresu České Budějovice 2004/2005 |
|  | Sestup do IV. třídy okresu České Budějovice 2004/2005 |